# Acroclisella
Acroclisella är ett släkte av steklar. Acroclisella ingår i familjen puppglanssteklar.
Kladogram enligt Catalogue of Life:
| Acroclisella | \| \| Acroclisella clypeata \| \| \| \| \| \| Acroclisella perplexa \| \| \| \| |
|              | \| \| Acroclisella clypeata \| \| \| \| \| \| Acroclisella perplexa \| \| \| \| |
|              | Acroclisella clypeata                                                           |
|              |                                                                                 |
|              | Acroclisella perplexa                                                           |
|              |                                                                                 |